# New York Open 2020 - Qualificazioni singolare
Le qualificazioni del singolare del New York Open 2020 sono state un torneo di tennis preliminare per accedere alla fase finale della manifestazione. I vincitori dell'ultimo turno sono entrati di diritto nel tabellone principale. In caso di ritiro di uno o più giocatori aventi diritto a questi sono subentrati i lucky loser, ossia i giocatori che hanno perso nell'ultimo turno ma che avevano una classifica più alta rispetto agli altri partecipanti che avevano comunque perso nel turno finale.

## Teste di serie
1. Gō Soeda (qualificato)
2. Paolo Lorenzi (qualificato)
3. Bradley Klahn (ultimo turno)
4. Jason Jung (qualificato)

1. Mackenzie McDonald (primo turno)
2. Dudi Sela (primo turno)
3. Danilo Petrović (qualificato)
4. Denis Istomin (primo turno)

## Qualificati
1. Gō Soeda
2. Paolo Lorenzi

1. Danilo Petrović
2. Jason Jung

## Tabellone

### Legenda
| - Q = Qualificato - WC = Wild card - LL = Lucky loser | - ALT = Alternate - SE = Special Exempt - PR = Protected Ranking | - w/o = Walkover - r = Ritirato - d = Squalificato |

### Sezione 1
|  | Primo turno | Primo turno      | Primo turno      | Primo turno | Primo turno |  |  | Ultimo turno | Ultimo turno  | Ultimo turno  | Ultimo turno | Ultimo turno |  |
|  |             |                  |                  |             |             |  |  |              |               |               |              |              |  |
|  | 1           | Gō Soeda         | Gō Soeda         | 6           | 6           |  |  |              |               |               |              |              |  |
|  | Alt         | Frederik Nielsen | Frederik Nielsen | 1           | 2           |  |  | 1            | Gō Soeda      | Gō Soeda      | 6            | 6            |  |
|  |             | Bernard Tomić    | 7                | 4           | 7>          |  |  |              | Bernard Tomić | Bernard Tomić | 2            | 1            |  |
|  | 8           | Denis Istomin    | 65               | 6           | 65          |  |  |              |               |               |              |              |  |

### Sezione 2
|  | Primo turno | Primo turno            | Primo turno            | Primo turno | Primo turno |  |  | Ultimo turno | Ultimo turno  | Ultimo turno  | Ultimo turno | Ultimo turno |  |
|  |             |                        |                        |             |             |  |  |              |               |               |              |              |  |
|  | 2           | Paolo Lorenzi          | Paolo Lorenzi          | 7           | 6           |  |  |              |               |               |              |              |  |
|  |             | Guillermo García López | Guillermo García López | 5           | 3           |  |  | 2            | Paolo Lorenzi | Paolo Lorenzi | 6            | 6            |  |
|  | WC          | Noah Rubin             | Noah Rubin             | 6           | 7           |  |  | WC           | NNoah Rubin   | NNoah Rubin   | 3            | 1            |  |
|  | 5           | Mackenzie McDonald     | Mackenzie McDonald     | 4           | 5           |  |  |              |               |               |              |              |  |

### Sezione 3
|  | Primo turno | Primo turno     | Primo turno | Primo turno | Primo turno |  |  | Ultimo turno | Ultimo turno    | Ultimo turno    | Ultimo turno | Ultimo turno |  |
|  |             |                 |             |             |             |  |  |              |                 |                 |              |              |  |
|  | 3           | Bradley Klahn   | 4           | 6           | 7           |  |  |              |                 |                 |              |              |  |
|  | Alt         | Marcelo Arévalo | 6           | 3           | 63          |  |  | 3            | Bradley Klahn   | Bradley Klahn   | 3            | 2            |  |
|  |             | Peter Polansky  | 0           | 0           | r           |  |  | 7            | Danilo Petrović | Danilo Petrović | 6            | 6            |  |
|  | 7           | Danilo Petrović | 6           | 3           |             |  |  |              |                 |                 |              |              |  |

### Sezione 4
|  | Primo turno | Primo turno       | Primo turno       | Primo turno | Primo turno |  |  | Ultimo turno | Ultimo turno     | Ultimo turno     | Ultimo turno | Ultimo turno |  |
|  |             |                   |                   |             |             |  |  |              |                  |                  |              |              |  |
|  | 4           | Jason Jung        | Jason Jung        | 6           | 6           |  |  |              |                  |                  |              |              |  |
|  | WC          | Gary Kushnirovich | Gary Kushnirovich | 3           | 2           |  |  | 4            | Jason Jung       | Jason Jung       | 6            | 6            |  |
|  |             | Mitchell Krueger  | 3                 | 6           | 6           |  |  |              | Mitchell Krueger | Mitchell Krueger | 2            | 4            |  |
|  | 6           | Dudi Sela         | 6                 | 3           | 2           |  |  |              |                  |                  |              |              |  |